# Drużynowe Mistrzostwa Polski na Żużlu 1969
Drużynowe Mistrzostwa Polski na Żużlu 1969 – 22. edycja drużynowych mistrzostw Polski, organizowanych przez Polski Związek Motorowy (PZM). W obecnym sezonie powrócono do jednorocznego systemu rozgrywek. Zarówno mistrzów, jak i spadkowiczów wyłaniano w ciągu jednego roku. W sezonie 1969 do rozgrywek pierwszej ligi przystąpiło osiem zespołów, natomiast w drugiej lidze walczyło dziewięć drużyn.
Zwycięzca najwyższej klasy rozgrywkowej (I Ligi) zostaje Drużynowym Mistrzem Polski na Żużlu w sezonie 1969. Obrońcą tytułu z poprzedniego sezonu jest ROW Rybnik. W tym roku triumfowała Stal Gorzów, która tym samym przerwała siedmioletnią dominację Rybniczan w polskim żużlu.

## Pierwsza Liga
| Poz. | Klub                  | Pkt. | Z  | R | P  | +/−  |
| ---- | --------------------- | ---- | -- | - | -- | ---- |
| 1    | Stal Gorzów           | 22   | 10 | 2 | 2  | +175 |
| 2    | Śląsk Świętochłowice  | 19   | 9  | 1 | 4  | +131 |
| 3    | ROW Rybnik            | 18   | 9  | 0 | 5  | +91  |
| 4    | Polonia Bydgoszcz     | 15   | 7  | 1 | 6  | +34  |
| 5    | Sparta Wrocław        | 14   | 7  | 0 | 7  | –35  |
| 6    | Wybrzeże Gdańsk       | 9    | 4  | 1 | 9  | –73  |
| 7    | Włókniarz Częstochowa | 9    | 4  | 1 | 9  | –102 |
| 8    | Stal Rzeszów          | 6    | 2  | 2 | 10 | –221 |

## Druga Liga
| Poz. | Klub                     | Pkt. | Z  | R | P  | +/−  |
| ---- | ------------------------ | ---- | -- | - | -- | ---- |
| 1    | Kolejarz Opole           | 24   | 12 | 0 | 4  | +268 |
| 2    | Unia Leszno              | 24   | 12 | 0 | 4  | +257 |
| 3    | Unia Tarnów              | 22   | 11 | 0 | 5  | +194 |
| 4    | Zgrzeblarki Zielona Góra | 21   | 10 | 1 | 5  | +17  |
| 5    | Motor Lublin             | 19   | 9  | 1 | 6  | +20  |
| 6    | Start Gniezno            | 16   | 8  | 0 | 8  | –11  |
| 7    | Gwardia Łódź             | 10   | 5  | 0 | 11 | –78  |
| 8    | Stal Toruń               | 8    | 4  | 0 | 12 | –64  |
| 9    | Karpaty Krosno           | 0    | 0  | 0 | 16 | –603 |

## Baraże
| Włókniarz Częstochowa 7. miejsce w I Lidze | 108:124 | Unia Leszno 2. miejsce w II Lidze |
| ------------------------------------------ | ------- | --------------------------------- |
| Leszno                                     | 45:33   | Częstochowa                       |
| Częstochowa                                | 44:32   | Leszno                            |
| Leszno                                     | 47:31   | Częstochowa                       |